# 哈扎爾湖
38°29′N 39°25′E / 38.483°N 39.417°E

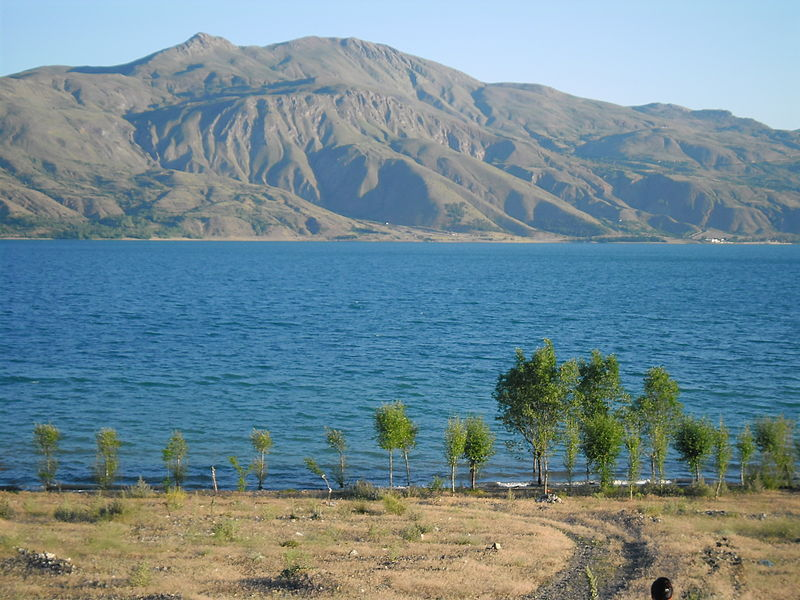
哈扎爾湖一景

哈扎爾湖（土耳其語：Hazar Gölü）是土耳其的湖泊，位於該國東南部托魯斯山脈，處於埃拉澤東南面，長22公里、寬5至6公里，是該國最深的湖泊之一，也是底格里斯河的發源地。